# Đài Phát thanh và Truyền hình Martí

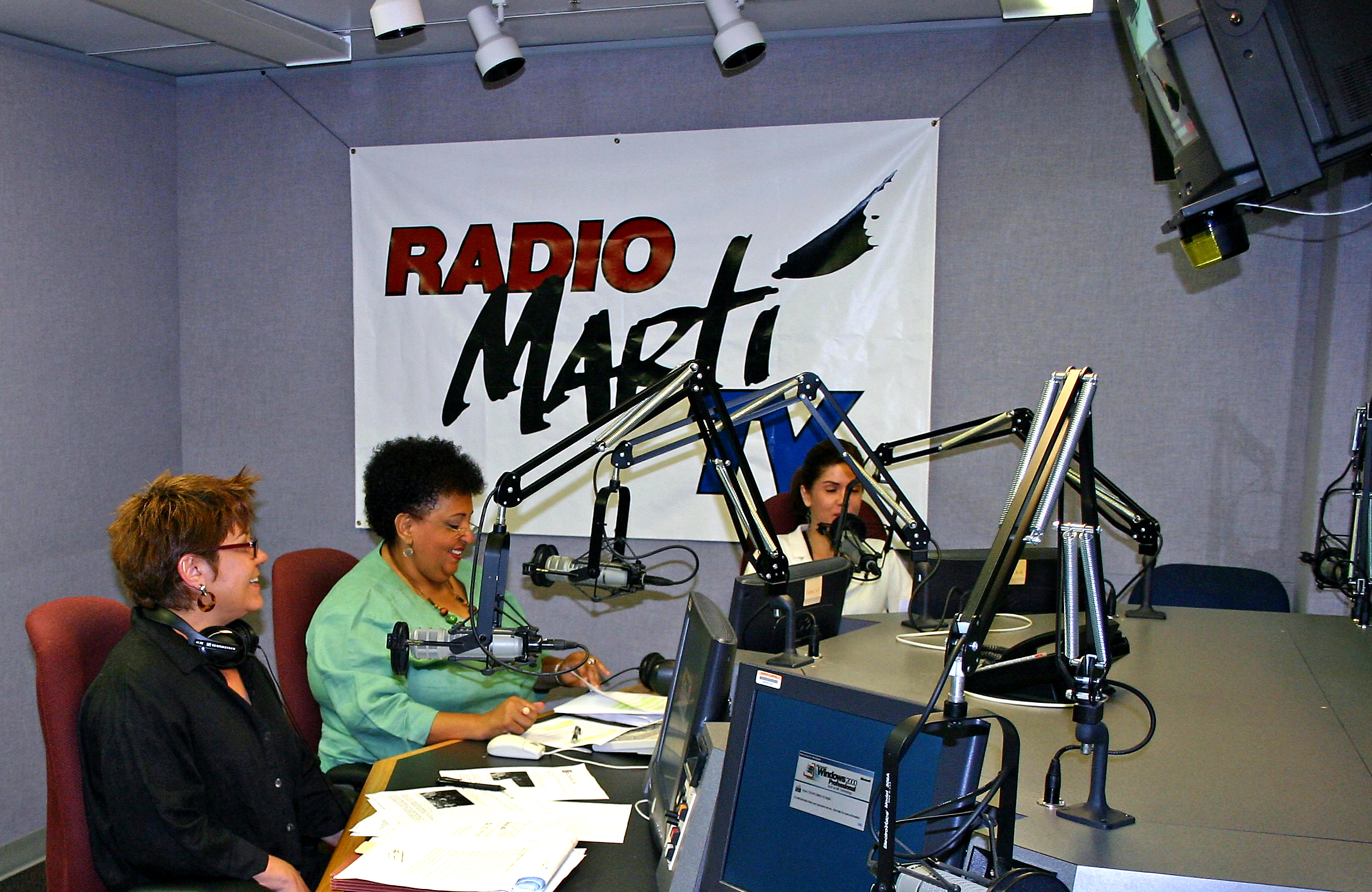

Đài Phát thanh và Truyền hình Martí (tiếng Tây Ban Nha: Radio y Televisión Martí) là một cơ quan truyền thông có trụ sở tại Miami, Florida của Hoa Kỳ. Đài được chính phủ Hoa Kỳ cung cấp tài chính thông qua Hội đồng Quản trị Phát thanh Truyền hình của Chính quyền (Broadcasting Board of Governors). Đài phát sóng bằng tiếng Tây Ban Nha đến Cuba và chương trình của đài cũng có thể tiếp cận tại Hoa Kỳ.

## Lịch sử
Radio Martí được tổng thống Ronald Reagan thành lập năm 1983 theo sau sự thúc đẩy của Jorge Mas Canosa, với phương châm chống Cộng. Ngày nay, đài phát sóng 24 giờ mỗi ngày qua sóng ngắn và sóng trung.
Đầu những năm 1980, chính phủ Hoa Kỳ có kế hoạch thành lập một đài phát thanh được gọi là Đài Cuba Tự do (Radio Free Cuba), theo mô hình của Đài châu Âu Tự do/Đài Tự do, với hy vọng sẽ thúc đẩy sự sụp đổ của chế dộ cộng sản tại Cuba do chủ tịch Fidel Castro lãnh đạo. Các đài truyền hình Bắc Mỹ phản đối kịch liệt kế hoạch này, vì sợ rằng lãnh đạo Cuba sẽ trả đũa bằng cách gây nhiễu các đài thương mại  phát sóng từ Florida. Điều này đã trở thành hiện thực vào năm 1985, khi máy phát đặt tại Cuba có tín hiệu cực mạnh trên làn sóng trung đã phá sóng các chương trình phát thanh AM của một số bang tại Hoa Kỳ. Cuba tiếp tục phát gây nhiễu các chương trình phát sóng của Hoa Kỳ đặc biệt là hướng đến Cuba, trong nỗ lực để ngăn cản các đài có thể tiếp cận thính giả Cuba.
Ngày 20 tháng 5 năm 1985, chương trình phát sóng đến Cuba từ Hoa Kỳ đã bắt đầu. Ngày đầu tiên phát sóng đã được lựa chọn để nhằm kỷ niệm độc lập của Cuba khỏi ách thống trị của Tây Ban Nha, 20 tháng 5 năm 1902. Đài đặt tên theo nhà văn Cuba José Martí, người đã chiến đấu cho nền độc lập của Cuba từ Tây Ban Nha và chống lại ảnh hưởng của Hoa Kỳ ở châu Mỹ. Năm 1990, truyền hình Marti đã được thành lập để phát sóng chương trình truyền hình tới Cuba.